# Neue Galerie
La Neue Galerie es una galería de arte neoyorquina de propiedad privada, situada en la Quinta Avenida a la altura de la calle 86, dentro de la llamada Milla de los Museos. 
Fue creada en 2001 y está dedicada al arte alemán y austríaco de principios del siglo XX. En el verano de 2006 incorporó el cuadro de Gustav Klimt titulado Retrato de Adele Bloch-Bauer I, una obra expropiada por los nazis en 1938.
- Datos: Q59468
- Multimedia: Neue Galerie New York / Q59468